# Protochanda bicuneata
Protochanda bicuneata är en fjärilsart som beskrevs av Edward Meyrick 1935. Protochanda bicuneata ingår i släktet Protochanda och familjen praktmalar, Oecophoridae. Inga underarter finns listade i Catalogue of Life.